# David H. Auston
David Henry Auston (* 14. November 1940 in Toronto) ist ein US-amerikanischer Physiker, der sich mit ultraschneller Optik und Optoelektronik befasst.
Auston studierte an der University of Toronto mit dem Bachelor-Abschluss 1963 und dem Master-Abschluss 1964. 1969 wurde er an der University of California, Berkeley, in Elektrotechnik promoviert und war danach an den Bell Laboratories, an denen er über Laser, nichtlineare Optik und Festkörperphysik forschte und 1982 Abteilungsleiter in der Physik-Sparte des Labors wurde. Ab 1987 war er Professor für Elektrotechnik und Angewandte Physik (mit Zuständigkeit für die Erforschung ultraschneller dynamischer Phänomene) an der Columbia University. 1990/91 stand er der Fakultät für Elektrotechnik und Angewandte Physik vor. 1990 bis 1994 war er dort Dekan der School of Engineering and Applied Science. 1994 bis 1999 war er Herman Brown Professor of Engineering an der Rice University und Provost. 1999 bis 2001 war er Präsident der Case Western Reserve University. 2002 bis 2009 war er Präsident der Kavli Foundation. 2009 wurde er Associate Director des Institute for Energy Efficient Materials (CEEM) an der University of California, Santa Barbara.
Auston forschte insbesondere auf dem Gebiet der Pikosekunden und Femtosekunden Optik mit Anwendungen in nichtlinearer Optik und Festkörperphysik. Er war einer der Begründer der ultraschnellen Optoelektronik, die mit hoher Zeitauflösung dynamische elektronische Eigenschaften von Materialien erforscht.
1985 erhielt er den R. W. Wood Prize und 1990 den Quantum Electronics Award des IEEE für Pionierbeiträge und grundlegende Arbeiten auf dem Gebiet der Pikosekunden-Optoelektronik und ultraschneller optischer Phänomene. 1991 erhielt er den Morris E. Leeds Award der IEEE.
Auston ist Fellow der American Physical Society, der IEEE und der Optical Society of America. Er ist Mitglied der National Academy of Sciences, der National Academy of Engineering und seit 1992 der American Academy of Arts and Sciences.
Er ist seit 1987 US-amerikanischer Staatsbürger.